# Площадь Сретенские Ворота
Пло́щадь Сре́тенские Воро́та — площадь в Москве на Бульварном кольце, между улицами Сретенка и Большая Лубянка и Сретенским и Рождественским бульварами. Расположена в Мещанском и Красносельском районах.

## История
Площадь возникла в XIX веке на месте Сретенских ворот в стене Белого города при её пересечении с улицей Сретенка; тогда же получила современное название.

## Описание
Площадь Сретенские Ворота начинается от восточной оконечности Рождественского бульвара и проходит на восток до пересечения со Сретенским бульваром и улицами Большая Лубянка и Сретенка. Домов по площади не числится. Единственный дом, расположенный на площади, относится к улице Сретенка (дом 1, строение 1).

## Основные архитектурные объекты
К северу от площади находится Храм Успения Пресвятой Богородицы в Печатниках (Сретенка, 3). Напротив площади на Сретенском бульваре стоит памятник Н. К. Крупской (первоначально на этом месте планировалось поставить памятник А. С. Щербакову).

## Общественный транспорт
- Электробусы № с633, м2, м9, н6 (ночной).